# Hipoteza Sałustowicza
Hipoteza Sałustowicza jest jedną z hipotez, na których podstawie można określić zasięg powstałej strefy spękań i strefy odprężonej wokół wyrobiska korytarzowego, oraz ciśnienie statyczne górotworu - obciążenia wywoływane przez skały położone w strefie odprężonej. Według hipotezy Sałustowicza, po przekroczeniu w stropie lub w spągu wytrzymałości na rozciąganie, wyrobisko będzie dążyć do osiągnięcia przekroju eliptycznego, w którym maksymalne naprężenia rozciągające nie przekraczają wytrzymałości górotworu, nad stropem wyrobiska wytworzy się strefa odprężeniowa. Hipoteza ta została zmodyfikowana przez Z. Kłeczka, który dodał strefę spękań w ociosach. Hipoteza Sałustowicza wykorzystuje model ośrodka sprężystego, w którym przejście do nowego stanu równowagi wywołuje w materiale jedynie odkształcenia sprężyste.